# Freestylekajak

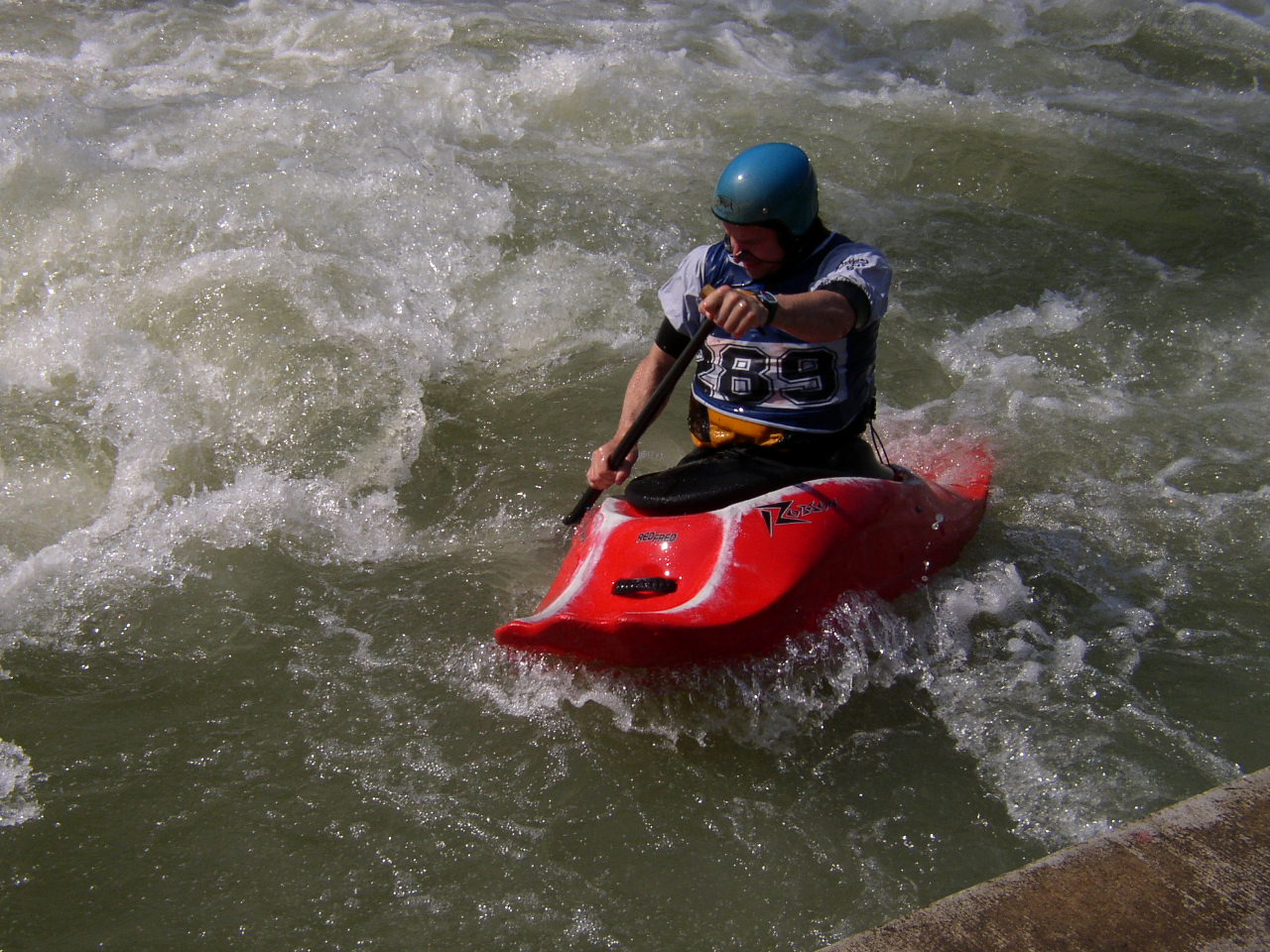
C1-aktör under en tävling.

Freestylekajak är en tävlingsgren som går ut på att göra tricks i en vals eller våg. Det går att jämföra tävlingsgrenen med skidfreestyle eller någon annan typ av bedömingsport.
Tävlingarna går ut på att inför ett antal domare som sitter på land, under 2 gånger 45 sekunder göra så många tricks med kajaken. Svårigheten i tricksen avgör sedan vilken poäng som domarna delar ut.
Sveriges freestylelandslag deltog på EM i Nottingham 2006 och tränar inför VM i Kanada 2007. 